# Codice ATC M01
Il codice ATC M01 "Prodotti antinfiammatori e Antireumatici" è un sottogruppo terapeutico del sistema di classificazione Anatomico Terapeutico e Chimico, un sistema di codici alfanumerici sviluppato dall'OMS per la classificazione dei farmaci e altri prodotti medici. Il sottogruppo M01 fa parte del gruppo anatomico M dei disturbi del Sistema muscolare-Sistema scheletrico e Articolazioni.
Codici per uso veterinario (codici ATCvet) possono essere creati ponendo la lettera Q di fronte al codice ATC umano: QM01 ... I codici ATCvet senza corrispondente codice ATC umano sono riportati nella lista seguente con la Q iniziale.
Numeri nazionali della classificazione ATC possono includere codici aggiuntivi non presenti in questa lista, che segue la versione OMS.

## M01A Prodotti anti infiammatori e antireumatici, non steroidei

### M01AA Butilpirazolidine
M01AA01 Fenilbutazone
M01AA02 Mofebutazone
M01AA03 Oxifenbutazone
M01AA05 Clofezone
M01AA06 Kebuzone
QM01AA90 Suxibuzone
QM01AA99 Combinazione

### M01AB Derivati dell'acido acetico e sostanze correlate
M01AB01 Indometacina
M01AB02 Sulindac
M01AB03 Tolmetina
M01AB04 Zomepirac
M01AB05 Diclofenac
M01AB06 Alclofenac
M01AB07 Bumadizone
M01AB08 Etodolac
M01AB09 Lonazolac
M01AB10 Fentiazac
M01AB11 Acemetacina
M01AB12 Difenpiramide
M01AB13 Oxametacina
M01AB14 Proglumetacina
M01AB15 Ketorolac
M01AB16 Aceclofenac
M01AB17 Bufexamac
M01AB51 Indometacina, combinazioni
M01AB55 Diclofenac, combinazioni

### M01AC Oxicam
M01AC01 Piroxicam
M01AC02 Tenoxicam
M01AC04 Droxicam
M01AC05 Lornoxicam
M01AC06 Meloxicam
M01AC56 Meloxicam, combinazioni

### M01AE Derivati dell'acido propionico
M01AE01 Ibuprofene
M01AE02 Naproxene
M01AE03 Ketoprofene
M01AE04 Fenoprofene
M01AE05 Fenbufene
M01AE06 Benoxaprofene
M01AE07 Suprofene
M01AE08 Pirprofene
M01AE09 Flurbiprofene
M01AE10 Indoprofene
M01AE11 Acido tiaprofenico
M01AE12 Oxaprozina
M01AE13 Ibuproxam
M01AE14 Dexibuprofene
M01AE15 Flunoxaprofene
M01AE16 Alminoprofene
M01AE17 Dexketoprofene
M01AE18 Naproxcinod
M01AE51 Ibuprofene, combinazioni
M01AE52 Naproxen e esomeprazolo
M01AE53 Ketoprofene, combinazioni
M01AE56 Naproxen e misoprostol
QM01AE90 Vedaprofene
QM01AE91 Carprofene
QM01AE92 Tepoxalin

### M01AG Fenamati
M01AG01 Acido mefenamico
M01AG02 Acido tolfenamico
M01AG03 Acido flufenamico
M01AG04 Acido meclofenamico
QM01AG90 Flunixina

### M01AH Inibitori della COX-2
M01AH01 Celecoxib
M01AH02 Rofecoxib
M01AH03 Valdecoxib
M01AH04 Parecoxib
M01AH05 Etoricoxib
M01AH06 Lumiracoxib
QM01AH90 Firocoxib
QM01AH91 Robenacoxib
QM01AH92 Mavacoxib
QM01AH93 Cimicoxib
QM01AH94 Deracoxib

### M01AX Altri agenti anti inflammatori e antireumatici, non-steroidei
M01AX01 Nabumetone
M01AX02 Acido niflumico
M01AX04 Azapropazone
M01AX05 Glucosamina
M01AX07 Benzidamina
M01AX12 Glicosaminoglicano polisolfato
M01AX13 Proquazone
M01AX14 Orgoteina
M01AX17 Nimesulide
M01AX18 Feprazone
M01AX21 Diacereina
M01AX22 Morniflumato
M01AX23 Tenidap
M01AX24 Oxaceprolo
M01AX25 Condroitina solfato
M01AX26 Olio di avocado e olio di soia, insaponificabili
QM01AX52 Acido niflumico, combinazioni
M01AX68 Feprazone, combinazioni
QM01AX90 Pentosan polisolfato
QM01AX91 Aminopropionitrile
QM01AX99 Combinazioni

## M01B Agenti anti inflammatori/antireumatici in combinazione

### M01BA Agenti anti inflammatori/antireumatici in combinazione con corticosteroidi
M01BA01 Fenilbutazone e corticosteroidi
M01BA02 Dipirocetile e corticosteroidi
M01BA03 Acido acetilsalicilico e corticosteroidi
QM01BA99 Combinazioni

## M01C Agenti specifici antireumatici

### M01CA Chinoline
M01CA03 Oxicincofene

### M01CB Preparazioni a base di oro
M01CB01 Aurotiomalato di sodio
M01CB02 Aurotiosolfato di sodio
M01CB03 Auranofin
M01CB04 Aurotioglucosio
M01CB05 Aurotioprolo

### M01CC Penicillamina e agenti simili
M01CC01 Penicillamina
M01CC02 Bucillamina